# Arbeitsgemeinschaft Kirchlicher KonservatorInnen Österreichs

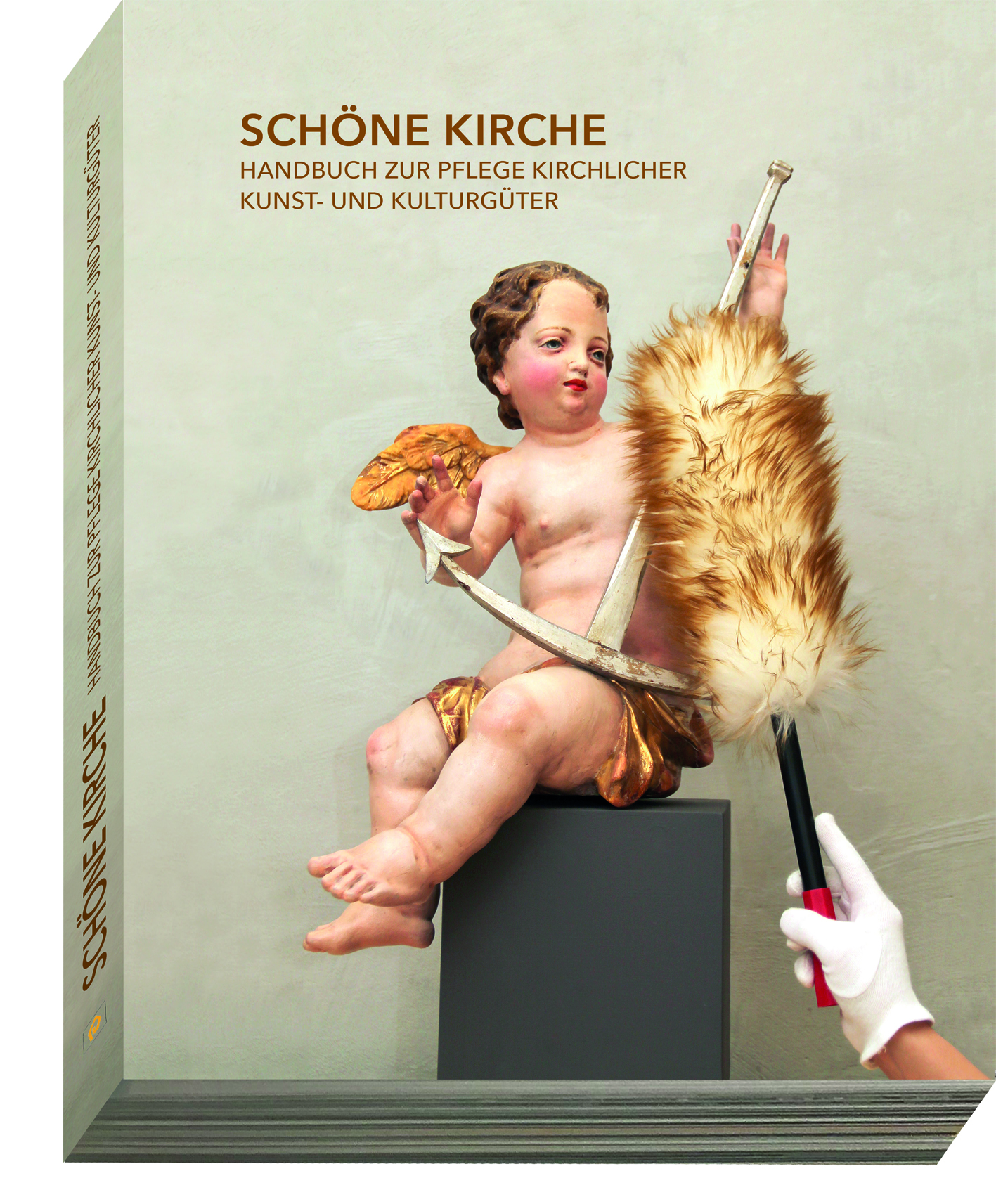
Schöne Kirche. Handbuch zur Pflege kirchlicher Kunst- und Kulturgüter

Die Arbeitsgemeinschaft Kirchlicher KonservatorInnen Österreichs setzt sich aus den Diözesankonservatoren und Kunstreferenten der zehn römisch-katholischen Diözesen der Katholischen Kirche in Österreich sowie den Konservatoren der römisch-katholischen Ordensgemeinschaften Österreichs zusammen. Gemeinsames Ziel ist die Förderung, Unterstützung und einheitliche Vorgehensweise der Kulturguterhaltung und kirchlichen Denkmalpflege in Österreich.

## Geschichte
Seit 1994 gibt es regelmäßige Arbeitstreffen der Diözesankonservatoren Österreichs. Seit 2010 haben sich zwei jährliche Treffen zur Abstimmung und Weiterbildung etabliert, wobei das Herbsttreffen gemeinsam mit der Arbeitsgemeinschaft der Bauämter und Bauabteilungen der österreichischen Diözesen und Klöster abgehalten wird. 
Die Arge ist mit einer Stimme auch im Denkmalbeirat der Österreichischen Bischofskonferenz vertreten.
Seit 2018 nennt sich die Arbeitsgemeinschaft „Arge Kirchlicher KonservatorInnen Österreichs“, da seit dieser Zeit auch Konservatoren der Ordensgemeinschaften an den Treffen teilnehmen.

## Ziele und Projekte

### Ziele

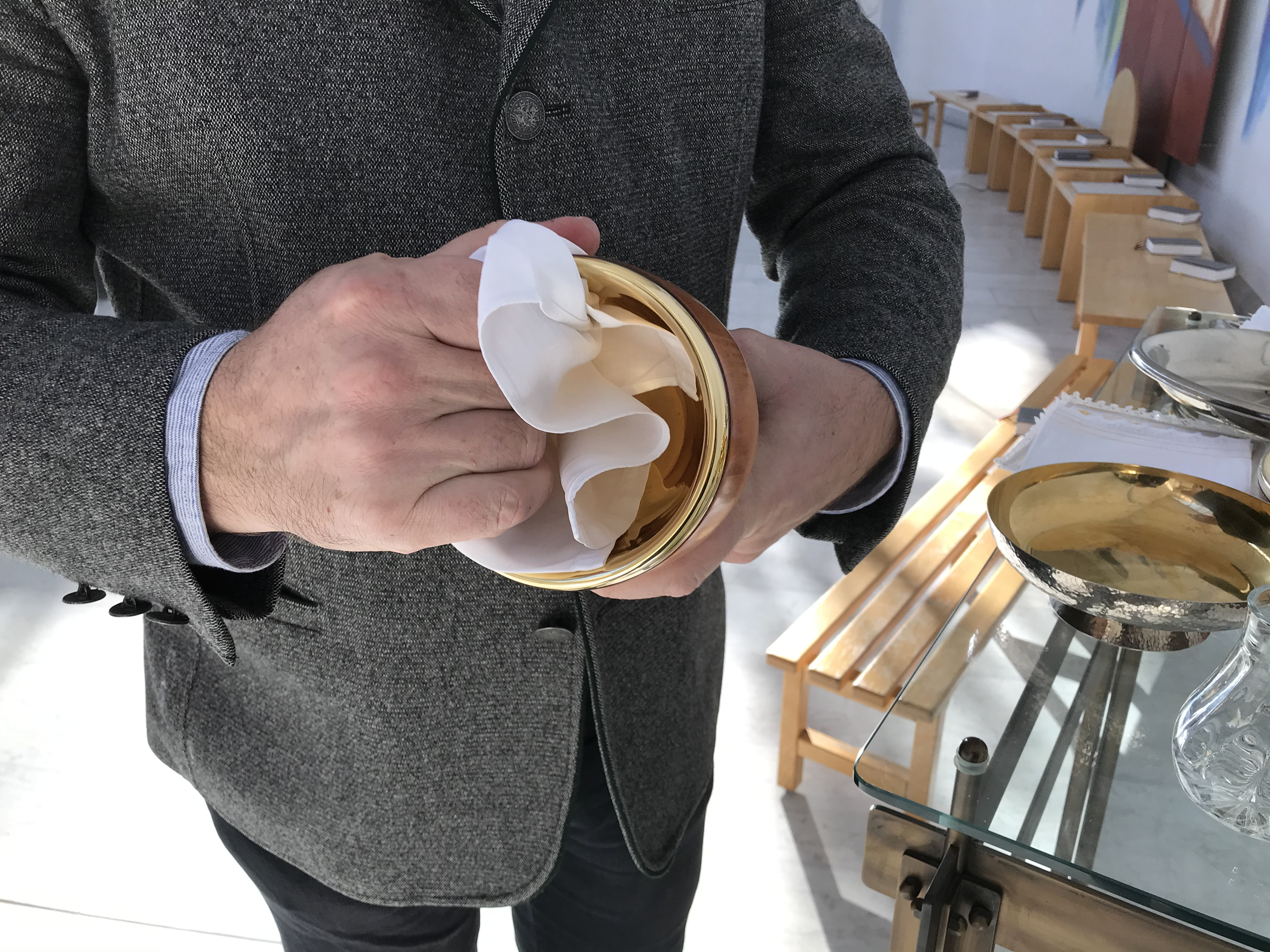
Reinigung eines Kelches nach der Verwendung

Die gemeinsamen Ziele der Arge Kirchlicher KonservatorInnen Österreichs sind die sachgerechte Pflege und Erhaltung sowie die Dokumentation und der Schutz der kirchlichen Kunst- und Kulturgüter in Österreich. Weitere Zielsetzungen der Arbeitsgemeinschaft sind Erfahrungsaustausch, Fortbildung, Abstimmung von Vorgehensweisen und die Förderung der Inventarisierung kirchlicher Kunst in methodischer und inhaltlicher Hinsicht. Die Arbeitsgemeinschaft ist Sprachrohr für gemeinsame Anliegen und Plattform für Kontakte mit Kollegen aus fachverwandten Institutionen, wie dem Bundesdenkmalamt.

### Inventarisierung
Die Inventarisierung aller kirchlichen Kunst- und Kulturgüter ist eines der Kernanliegen der Arge. Die Grundlage dafür ist die 1971 vom Heiligen Stuhl angeregte Kunstinventarisation. Darunter wird die angemessene wissenschaftliche Dokumentation des Kunst- und Kulturgutes in allen Kirchen, Kapellen, Pfarrhäusern und sonstigen kirchlich genutzten Bereichen verstanden, die durch entsprechend qualifizierte Fachkräfte erfolgt. Die Inventarisierung von Kunst- und Kulturgütern wird von allen österreichischen Diözesen betrieben, wobei Erfassungsgrad und Erhebungsmethoden in den Diözesen unterschiedlich sind und von innerdiözesanen Vorgaben und Finanzierungsmöglichkeiten bestimmt werden. 

### Kirchenpflege
Eine wichtige Aufgaben ist die Weitergabe des Wissens um die richtige Pflege und den korrekten Umgang mit kirchlichen Kunst- und Kulturgütern. Alle Kirchlichen Konservatoren stehen daher in engem Kontakt mit den Mesnergemeinschaften der österreichischen Diözesen und deren Dachorganisation, der Österreichischen Mesner Gemeinschaft. In Fortbildungstagen und -veranstaltungen wird möglichst praktisch das Wissen an die rund 10.000 Mesnerinnen und Mesner in Österreich weitergegeben.
Ein Meilenstein der kirchlichen Denkmalpflege ist die Herausgabe eines österreichweit einheitlichen Pflegehandbuches für Mesner, Sakristane und Kirchenpfleger durch die Arge Kirchlicher KonservatorInnen Österreichs. Das Buch Schöne Kirche. Handbuch zur Pflege kirchlicher Kunst- und Kulturgüter wurde 2020 auf der Denkmalmesse Monumenta in Salzburg präsentiert. Je ein Exemplar wurde jeder Kirche in Österreich von der Österreichischen Bischofskonferenz als Handreichung kostenfrei zur Verfügung gestellt.
2020 war die Kirchenpflege aufgrund der Coronapandemie besonders gefordert und wurde von den Kirchlichen Konservatoren intensiv unterstützt.

## Organisation
Die Arge Kirchliche KonservatorInnen Österreichs wird als Arge, derzeit ohne Trägerverein, betrieben. Folgende Institutionen gehören der Arge an:
- Diözesankonservatorat der Diözese Eisenstadt
- Diözesankonservatorat der Diözese Feldkirch
- Diözesankonservatorat der Diözese Graz-Seckau
- Diözesankonservatorat der Diözese Gurk-Klagenfurt
- Diözesankonservatorat der Diözese Innsbruck
- Diözesankonservatorat der Diözese Linz
- Diözesankonservatorat der Diözese St. Pölten
- Diözesankonservatorat Erzdiözese Salzburg
- Diözesankonservatorat Erzdiözese Wien
- Referat für die Kulturgüter der Orden

Derzeitiger Sprecher der Arge ist Heimo Kaindl, Diözesankonservator der Diözese Graz-Seckau.
Mitglieder der Arge Kirchliche KonservatorInnen Österreichs sind teilweise auch assoziierte Mitglieder des Arbeitskreises für die Inventarisierung und Pflege des kirchlichen Kunstgutes in den deutschen (Erz-) Bistümern.